# Maleise visuil
De Maleise visuil (Ketupa ketupu) is een vogel uit de familie der Strigidae (Uilen). De vogel werd in 1821 door  Thomas Horsfield geldig beschreven als Strix ketupu. Het Maleise woord voor visuil is ketupuk. Later werd de vogel in een apart geslacht Ketupa geplaatst.

## Verspreiding en leefgebied
Deze soort komt voor van Zuidoost-Azië tot Java en Borneo en telt 2 ondersoorten:
- Ketupa ketupu ketupu: van noordoostelijk India via Myanmar tot Vietnam en Maleisië, Sumatra, Java, Borneo, Bangka en Billiton.
- Ketupa ketupu minor: het eiland Nias (westelijk van Sumatra).